# Langoëlan
Langoëlan (in bretone: Lanwelan) è un comune francese di 414 abitanti situato nel dipartimento del Morbihan nella regione della Bretagna.
Poco a nord di Langoëlan sono situate le sorgenti del fiume Scorff.

## Società

### Evoluzione demografica
Abitanti censiti